# Försäkringsöverdomstolen
Försäkringsöverdomstolen (FÖD) var en domstol i Sverige. Den avgjorde, som sista instans inom sjukförsäkringsområdet, mål rörande socialförsäkringen, främst den allmänna försäkringen, yrkes- och arbetsskadeförsäkringen samt arbetslöshetsförsäkringen. Fram till 1982 avgjorde domstolen även mål rörande socialförsäkringsavgifter.
Domstolen inrättades den 1 juli 1961 med namnet Försäkringsdomstolen. Ursprungligen kunde beslut från Riksförsäkringsverket, Försäkringsrådet och Tillsynsmyndigheten för erkända arbetslöshetskassor överklagas till Försäkringsdomstolen. I samband med att försäkringsrätterna inrättades den 1 januari 1979 ändrades domstolens namn till Försäkringsöverdomstolen. Den blev då en överinstans till försäkringsrätterna eller, i vissa fall, Arbetsmarknadsstyrelsen. Dessutom kunde Arbetsmarknadsstyrelsen självmant underställa vissa ärenden Försäkringsöverdomstolens prövning.
Försäkringsrätterna och Försäkringsöverdomstolen avskaffades den 1 juli 1995. Socialförsäkrings- och bidragsmålen övertogs då av de allmänna förvaltningsdomstolarna. Därmed blev Regeringsrätten (numera Högsta förvaltningsdomstolen) högsta instans inom det som tidigare var Försäkringsöverdomstolens kompetensområde.
Domstolens chef, försäkringsöverdomstolspresidenten, innehade troligtvis Sveriges längsta officiella titel.[källa behövs]

## Presidenter
- 1961–1979: Liss Granqvist
- 1979–1995: Leif Ekberg